# Stipsics Alajos Manó
Stipsics Alajos Manó, másként Stipsics Alajos Emánuel (Székesfehérvár, 1747 – Pest, 1815. szeptember 17.) filozófiai doktor, egyetemi tanár és könyvtárőr.

## Élete
Előbb a pozsonyi, később a budai gymnasiumban volt tanár; innét 600 forintnyi eddigi fizetésével 1800. október 29-én az egyetemi könyvtár igazgatójává, majd 1802-ben az egyetemen a régészet és érmészet tanárává nevezték ki. A helytartóság intézkedésével 1804. március 13-án megengedték, hogy a felsőbb neveléstanból, a görög és latin klasszikus irodalomból az egyetemen előadásokat tarthasson. 1803-ban és 1814-ben az egyetem dékánja, egyben királyi cenzor, a göttingai tudós-társaság és 1802. szeptember 27-től a jenai mineralogiai társaság tagja is volt. 1815-ben hunyt el Pesten.

## Művei

### Folyóiratcikkei
Cikkei a Zeitschrift von u. für Ungernben (V. 1804. Beschreibung der römischen Antiquitäten, die vor einiger Zeit in Ofen ausegraben worden sind, VI. Anzeige und Erläuterungen einiger seltenen Münzen aus dem Antiquitäten-Kabinet der kön. Universität zu Pest, Pacatianus Anzeige und Erläuterung einer Münze.) találhatóak.

### Önálló művei
- Eine Thräne beim Grabe des Herrn Georg Szklenar, eines verdienstvollen Lehrers. Pressburg, 1790.
- Historiae statuum hereditariorum monarchiae austriacae epitome. Uo. 1796. Nyolcz táblával.
- Apobaterion quod Seren. regii Hungariae et Bohemiae hered. principis archiduci Austriae et regni Hungariae palatini Josephi et Seren. caes. principis omnis imperii Russici magnae ducis Alexandrae Pauliadis neo-nuptorum coniugium in regni metropolim suosque penates venientium honoribus consecravit. Budae, (1800. Költemény.)
- Tres aquilae apologus heraldico-allegoricus Sereniss. archiducum Josephi regii haeredit. Hungariae principis ac palatini et Alexandrae Pauliadis caes. principis Russiae ab inito Petropoli felici connubio in regni metropolim suosque penates primo adventui consecratus. Budae, 1800. (Költemény.)
- Mythologiae graecae et romanae adumbratio. Pesthini, 1808.
- Archaelogia erituum graecorum enchiridion. Praemittitur mythologiae graecae et romanae adumbratio. Uo. 1808. és 1809. (Ism. Annalen 1812. II. 35. l.)
- Archoeologiae rituum et morum veteris Romae adumbratio. Quam praelectionum suarum subsidio adornavit. Uo. 1814.
- Prodromus in librum cui titulus: Vanitas somniorum novi rei literariae reformatoris Demetrii Szluha expaulini vigilantium interpretationibus illustrata. Hely és év n.